# Piotr Szprendałowicz
Piotr Jerzy Szprendałowicz (ur. 12 czerwca 1972 w Radomiu) – polski samorządowiec, dziennikarz i menedżer, w latach 2006–2010 członek zarządu województwa mazowieckiego III kadencji.

## Życiorys
Jego matka była radną Miejskiej Rady Narodowej w Radomiu, później działała w „Solidarności”. Uczył się w technikum samochodowym, następnie ukończył studia na Wydziale Ekonomii Politechniki Radomskiej. Kształcił się podyplomowo w zakresie zarządzania w administracji publicznej na Uniwersytecie Warszawskim i na studiach typu MBA na Akademii Ekonomiczno-Humanistycznej w Warszawie. Przez siedem lat pracował jako dziennikarz lokalnej TV Dami, zajmując się m.in. komentowaniem meczów siatkarskich. Zatrudniony następnie jako szef marketingu w Radiu Rekord, kierownik działu reklamy w wydawnictwie Anonse oraz menedżer w przedsiębiorstwie Polski Tytoń.
Zaangażował się w działalność polityczną w ramach Platformy Obywatelskiej, w 2005 prowadził kampanię senatora Andrzeja Łuczyckiego. 24 listopada 2006 został członkiem zarządu województwa mazowieckiego, odpowiedzialnym m.in. za nieruchomości i infrastrukturę. Zakończył pełnienie funkcji wraz z całym zarządem 2 grudnia 2010. W 2010 kandydował na prezydenta Radomia (przeszedł do drugiej tury, w której uzyskał 39,86% głosów). Został wówczas wybrany do rady miejskiej Radomia. W kolejnym roku zawiesił członkostwo w PO (miało to związek z prowadzonym przeciw niemu postępowaniem karnym, w którym został później uniewinniony). Ponownie kandydował do rady miejskiej w 2018 z listy komitetu Radosława Witkowskiego, mandat uzyskał w 2023 (w 2024 reelekcja). Pracował w międzyczasie jako szef administracyjny biura Polskiej Grupy Zbrojeniowej w Radomiu (do 2016) i dyrektor ds. ekonomiczno-administracyjnych Miejskiego Przedsiębiorstwa Komunikacji w Radomiu.
Żonaty z Renatą, ma dwóch synów.